# Synechodontiformes
Synechodontiformes es un orden extinto de tiburones prehistóricos en el superorden Selachimorpha.